# Campo Mourão
Campo Mourão è un comune del Brasile nello Stato del Paraná, parte della mesoregione del Centro Ocidental Paranaense e della microregione di Campo Mourão.

## Altri progetti

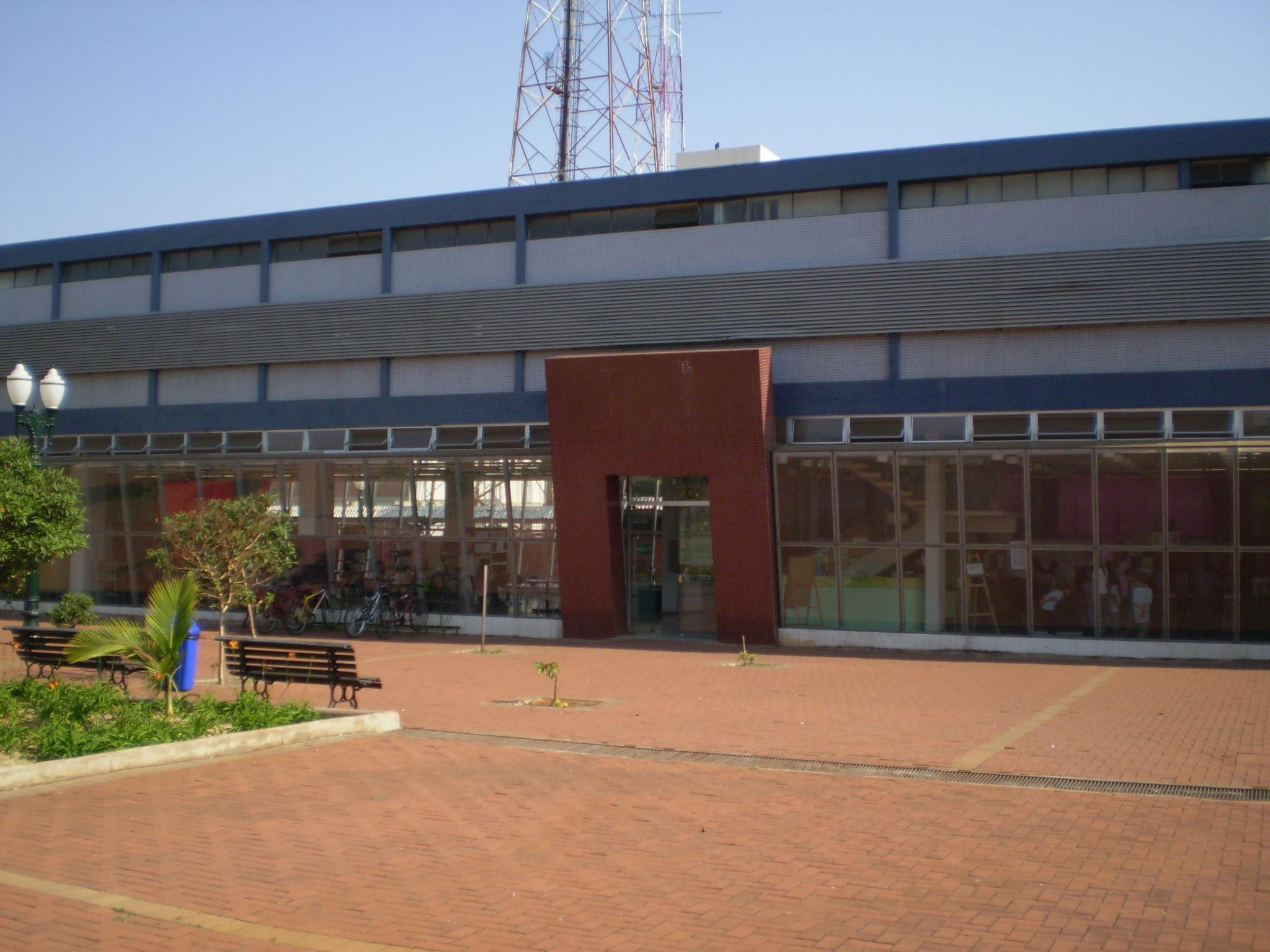
Estação da Luz.

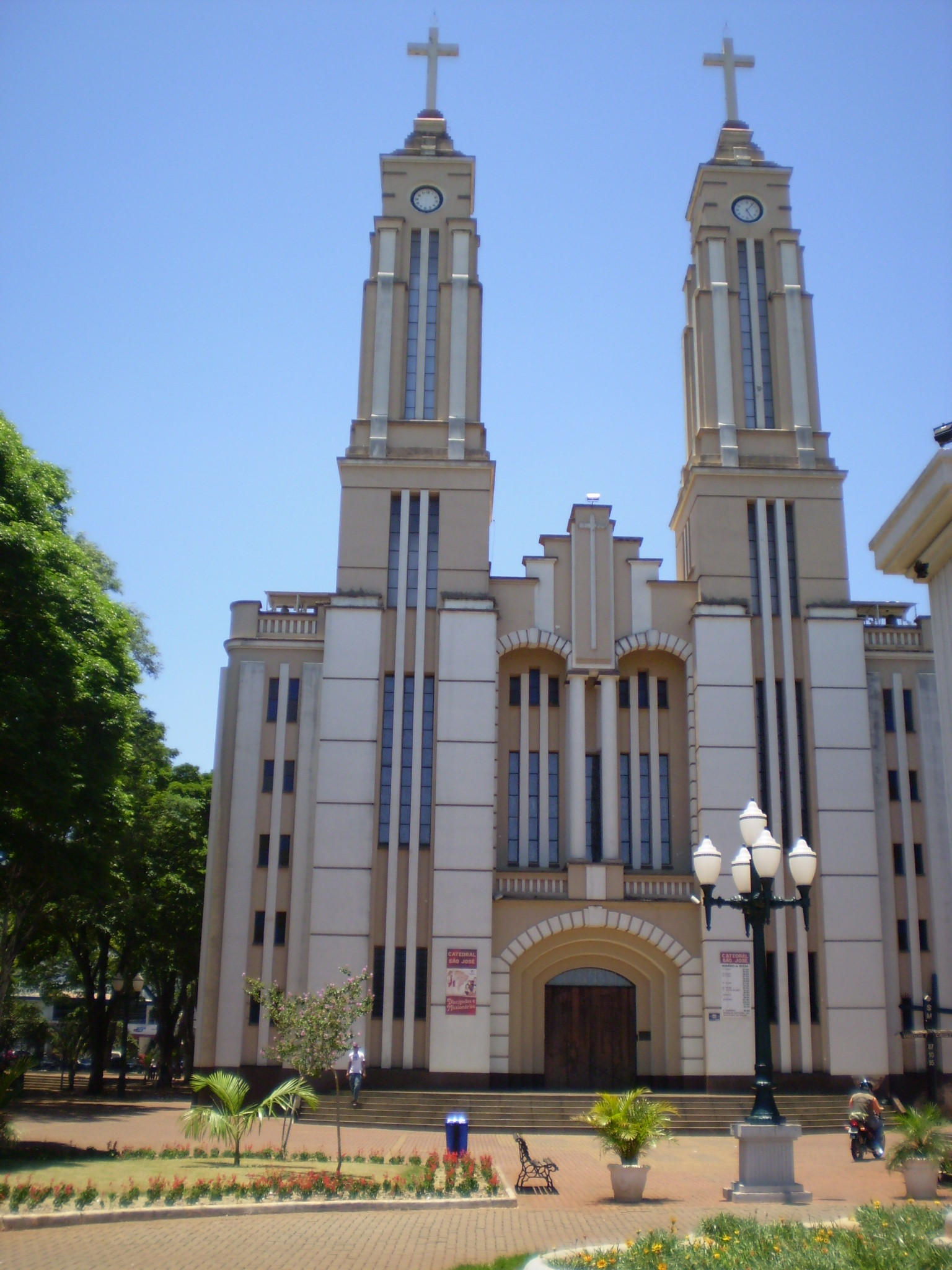
Cattedrale di São José.